# 睫毛粗叶木
睫毛粗叶木（学名：Lasianthus hookeri var. dunniana）为茜草科粗叶木属下的一个变种。

## 扩展阅读
- 維基物種上的相關：睫毛粗叶木